# William Jones (guvernör)
William Jones, född 8 oktober 1753, död 22 april 1822, var en amerikansk militär och politiker som var guvernör i Rhode Island från 1811 till 1817.

## Tidigt liv
Jones föddes i Newport, Rhode Island, i en familj av walesiskt ursprung. Hans farfar William Jones (1691–1740) föddes i Wales och slog sig ned i kolonin Rhode Island and Providence Plantations.
Jones deltog i kriget vid amerikanska revolutionen. Han blev kapten för marinkårssoldater ombord på fartyget Providence mot slutet av kriget. Efter kriget blev han fredsdomare (Justice of the Peace).

## Politisk karriär
Jones valdes till Rhode Islands parlament 1807. Han var talman i Rhode Islands representanthus i två mandatperioder: 1809-10 och 1810-11. Jones var federalist och vann guvernörsvalet mot den sittande demokratisk-republikanska guvernören James Fenner 1811 med bara några hundra röster. Han blev omvald fem gånger, men sedan han förlorat ett försök att bli vald till en sjunde mandatperiod drog han sig tillbaka från det offentliga livet. Han var den ende federalisten som var guvernör i Rhode Island och efterträddes av demokrat-republikanen Nehemiah R. Knight.
Guvernör William Jones var morbror till den amerikanske marinofficeren William Henry Allen.
Han begravdes på Swan Point Cemetery, Providence, Rhode Island.